# William Eagle Clarke
William Eagle Clarke (Leeds, 16 marzo 1853 – Edimburgo, 10 maggio 1938) è stato un ornitologo britannico.

## Biografia
Clarke nacque a Leeds, dove suo padre William Clarke era un avvocato e studiò alla Grammar School e allo Yorkshire College, a Leeds dove studiò con il professor LC Miall. In origine lavorò come ingegnere civile e geometra, ma in seguito si dedicò alla storia naturale. Divenne curatore del Leeds Museum nel 1884, trasferendosi al Dipartimento di Storia Naturale del Royal Scottish Museum nel 1888, dove fu custode dal 1906 al 1921.
Partecipò a numerose spedizioni tra cui quella nella valle delRodano, in Slavonia, in Ungheria e Andorra. Si accorse che la Valle del Rodano era importante per gli uccelli migratori. Lavorò anche su collezioni ottenute da altri e descrisse la colomba pugnalata di Kaey . Fu determinante nello scoprire che i fari e le navi faro erano in grado di raccogliere una grande quantità di informazioni sulla migrazione. Per il suo lavoro sulla migrazione degli uccelli divenne il primo destinatario della medaglia Godman-Salvin nel 1922..
Nel 1903 divenne membro della Royal Society di Edimburgo su proposta di Ramsay Heatley Traquair. Divenne presidente della British Ornithologists Union nel 1918. Divenne inoltre segretario e presidente dello Yorkshire Naturalists' Union.

## Pubblicazioni

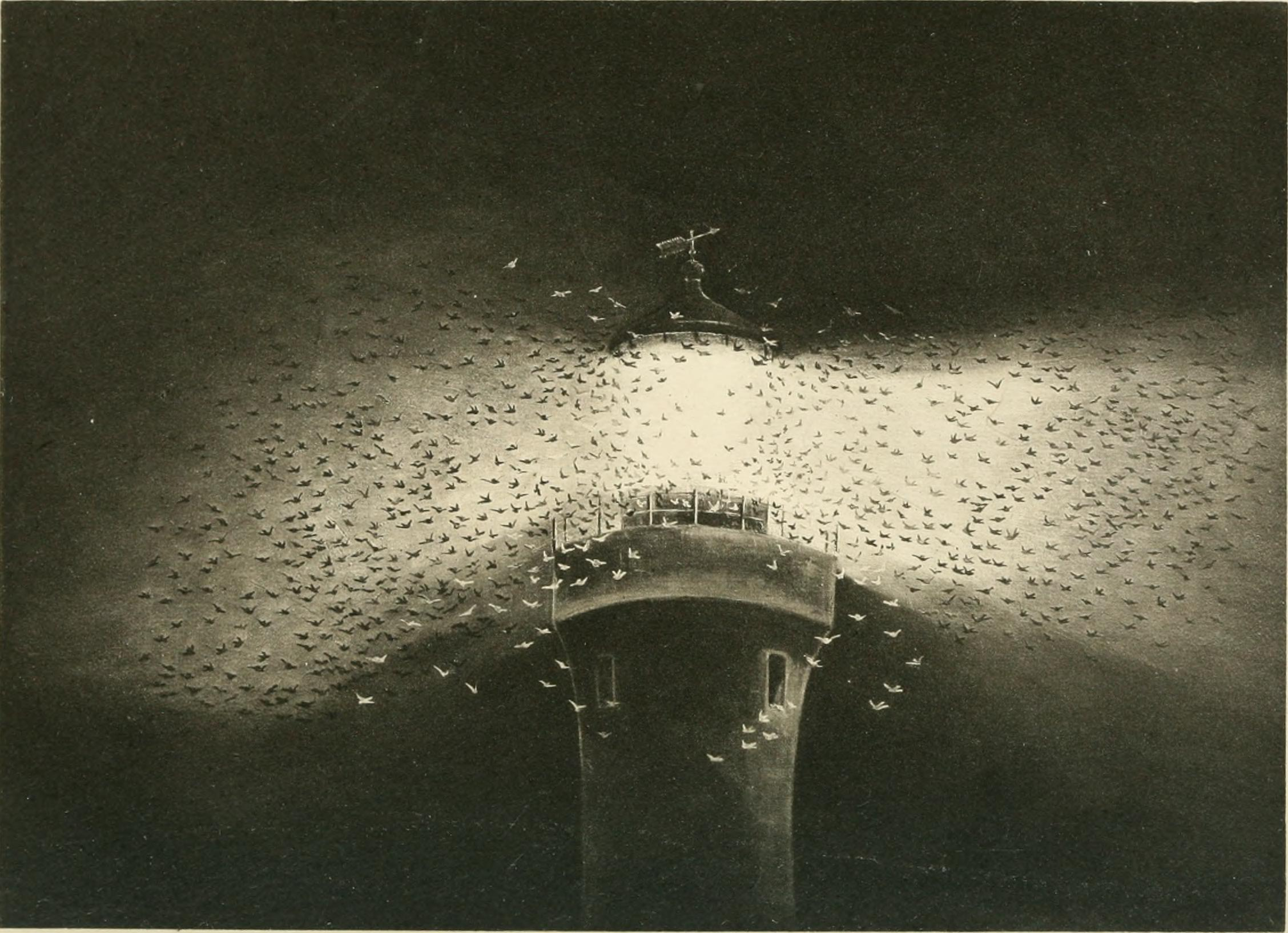
Il Faro di Eddystone, 12 ottobre 1901da un dipinto di Marian Eagle Clarke, come pubblicato nel libro Studies in Bird Migration (1912).

- William Eagle Clarke, Bird migration in Great Britain and Ireland : digest of observations on migrations of birds at lighthouses and lightvessels, 1880-87, London, British Association for the Advancement of Science, 1896.
- Wm. Eagle Clarke, Acanthis linaria rostrata in the Outer Hebrides, vol. 18, 1901,  pp. 395-396.
- Thomas Hudson Nelson, William Eagle Clarke e F. Boyes, The Birds of Yorkshire, 1907.[4]
- Atlas of Zoogeography. Bartholomew, J.G., Clarke, W.E., Grimshaw, P.H. John Bartholomew and Co., Edinburgh. (1911)
- Studies in Bird Migration (1912).
- Manual of British Birds Third edition, Gurney & Jackson (1927) (revisions to the earlier editions by Howard Saunders)